# UCI America Tour 2016
Navigation
Édition précédente Édition suivante
L'UCI America Tour 2016 est la douzième édition de l'UCI America Tour, l'un des cinq circuits continentaux de cyclisme de l'Union cycliste internationale. Il est composé de 24 compétitions organisées du 8 janvier au 2 octobre 2016 en Amérique.

## Calendrier des épreuves

### Janvier
| Date  | Course           | Pays      | Classe | Vainqueur        | Équipe       |
| ----- | ---------------- | --------- | ------ | ---------------- | ------------ |
| 8-17  | Tour du Táchira  | Venezuela | 2.2    | Joseph Chavarría | Nestlé-Giant |
| 18-24 | Tour de San Luis | Argentine | 2.1    | Dayer Quintana   | Movistar     |

### Février
| Date | Course                             | Pays                   | Classe | Vainqueur      | Équipe |
| ---- | ---------------------------------- | ---------------------- | ------ | -------------- | ------ |
| 27-5 | Vuelta a la Independencia Nacional | République dominicaine | 2.2    | Ismael Sánchez | Aero   |

### Mars
| Date  | Course         | Pays    | Classe | Vainqueur   | Équipe     |
| ----- | -------------- | ------- | ------ | ----------- | ---------- |
| 18-27 | Tour d'Uruguay | Uruguay | 2.2    | Néstor Pías | Alas Rojas |

### Avril
| Date  | Course                    | Pays       | Classe | Vainqueur       | Équipe                       |
| ----- | ------------------------- | ---------- | ------ | --------------- | ---------------------------- |
| 6-10  | Tour du Rio Grande do Sul | Brésil     | 2.2    | Murilo Affonso  | Funvic Soul Cycles-Carrefour |
| 21-24 | Joe Martin Stage Race     | États-Unis | 2.2    | Neilson Powless | Axeon-Hagens Berman          |

### Mai
| Date  | Course                                                | Pays       | Classe | Vainqueur                   | Équipe                            |
| ----- | ----------------------------------------------------- | ---------- | ------ | --------------------------- | --------------------------------- |
| 4-8   | Tour of the Gila                                      | États-Unis | 2.2    | Lachlan Morton              | Jelly Belly-Maxxis                |
| 15-22 | Tour de Californie                                    | États-Unis | 2.HC   | Julian Alaphilippe          | Etixx-Quick Step                  |
| 19    | Championnat panaméricains du contre-la-montre         | Venezuela  | CC     | Walter Vargas               | Équipe nationale de Colombie      |
| 19    | Championnat panaméricains du contre-la-montre espoirs | Venezuela  | CC     | José Luis Rodríguez Aguilar | Équipe nationale du Chili espoirs |
| 21    | Championnat panaméricains sur route espoirs           | Venezuela  | CC     | José Luis Rodríguez Aguilar | Équipe nationale du Chili espoirs |
| 22    | Championnat panaméricains sur route                   | Venezuela  | CC     | Jonathan Caicedo            | Équipe nationale d'Équateur       |
| 30    | Winston Salem Cycling Classic                         | États-Unis | 1.1    | Ryan Roth                   | Silber                            |

### Juin
| Date  | Course                          | Pays       | Classe | Vainqueur       | Équipe                 |
| ----- | ------------------------------- | ---------- | ------ | --------------- | ---------------------- |
| 5     | Philadelphia Cycling Classic    | États-Unis | 1.1    | Eduard Prades   | Caja Rural-Seguros RGA |
| 9-12  | Grand Prix cycliste de Saguenay | Canada     | 2.2    | Ryan Roth       | Silber                 |
| 13-26 | Tour de Colombie                | Colombie   | 2.2    | Mauricio Ortega | Supergiros-Gane        |
| 15-19 | Tour de Beauce                  | Canada     | 2.2    | Gregory Daniel  | Axeon-Hagens Berman    |

### Juillet
| Date | Course                                       | Pays      | Classe | Vainqueur         | Équipe             |
| ---- | -------------------------------------------- | --------- | ------ | ----------------- | ------------------ |
| 8-17 | Tour du Venezuela                            | Venezuela | 2.2    | Jonathan Monsalve | JHS Aves           |
| 10   | Tour de Delta                                | Canada    | 1.2    | Ryan Roth         | Silber             |
| 29-7 | Tour cycliste international de la Guadeloupe | France    | 2.2    | Damien Monier     | Bridgestone Anchor |

### Août
| Date | Course         | Pays       | Classe | Vainqueur      | Équipe             |
| ---- | -------------- | ---------- | ------ | -------------- | ------------------ |
| 1-7  | Tour de l'Utah | États-Unis | 2.HC   | Lachlan Morton | Jelly Belly-Maxxis |

### Septembre
| Date | Course          | Pays       | Classe | Vainqueur       | Équipe                                |
| ---- | --------------- | ---------- | ------ | --------------- | ------------------------------------- |
| 1-5  | Tour d'Alberta  | Canada     | 2.1    | Robin Carpenter | Holowesko-Citadel-Hincapie Sportswear |
| 10   | The Reading 120 | États-Unis | 1.2    | Oscar Clark     | Holowesko-Citadel-Hincapie Sportswear |

### Octobre
| Date | Course                 | Pays              | Classe | Vainqueur     | Équipe  |
| ---- | ---------------------- | ----------------- | ------ | ------------- | ------- |
| 2    | Tobago Cycling Classic | Trinité-et-Tobago | 1.2    | James Piccoli | PSL-RBC |

### Épreuves annulées
| Date         | Course                   | Pays       | Classe | Cause                      |
| ------------ | ------------------------ | ---------- | ------ | -------------------------- |
| 14-21 mars   | Tour du Mexique          | Mexique    | 2.1    |                            |
| 20-24 avril  | Tour de Santa Catarina   | Brésil     | 2.2    | Rétrogradé en course élite |
| 18-22 mai    | Tour de Rio              | Brésil     | 2.2    |                            |
| 1-5 juin     | Tour du Paraná           | Brésil     | 2.2    |                            |
| 6-10 juillet | Ruta del Centro          | Mexique    | 2.2    | Rétrogradé en course élite |
| 15-21 août   | Tour du Colorado         | États-Unis | 2.HC   |                            |
| 25 septembre | Copa América de Ciclismo | Brésil     | 1.2    |                            |

## Classements
| Rang | Coureur            | Pays        | Équipe             | Points |
| ---- | ------------------ | ----------- | ------------------ | ------ |
| 1    | Greg Van Avermaet  | Belgique    | BMC Racing Team    | 615    |
| 2    | Julian Alaphilippe | France      | Etixx-Quick Step   | 570    |
| 3    | Jakob Fuglsang     | Danemark    | Astana Pro Team    | 475    |
| 4    | Rafał Majka        | Pologne     | Tinkoff            | 435    |
| 5    | Fabian Cancellara  | Suisse      | Trek-Segafredo     | 360    |
| 6    | Lachlan Morton     | Australie   | Jelly Belly-Maxxis | 326    |
| 7    | Rohan Dennis       | Australie   | BMC Racing Team    | 295    |
| 8    | Robin Carpenter    | États-Unis  | Holowesko-Citadel  | 277    |
| 9    | Joaquim Rodríguez  | Espagne     | Team Katusha       | 275    |
| 10   | Christopher Froome | Royaume-Uni | Team Sky           | 270    |

| Rang | Équipe                                | Pays       | Points |
| ---- | ------------------------------------- | ---------- | ------ |
| 1    | Holowesko-Citadel-Hincapie Sportswear | États-Unis | 738    |
| 2    | Silber                                | Canada     | 645    |
| 3    | Axeon-Hagens Berman                   | États-Unis | 612    |
| 4    | Jelly Belly-Maxxis                    | États-Unis | 581    |
| 5    | Rally                                 | États-Unis | 541    |
| 6    | Funvic Soul Cycles-Carrefour          | Brésil     | 377    |
| 7    | Jamis                                 | États-Unis | 374    |
| 8    | UnitedHealthcare                      | États-Unis | 330    |
| 9    | Movistar Team América                 | Colombie   | 306    |
| 10   | Strongman-Campagnolo-Wilier           | Colombie   | 273    |

| Rang | Pays       | Points |
| ---- | ---------- | ------ |
| 1    | Colombie   | 2753,5 |
| 2    | États-Unis | 2008,5 |
| 3    | Canada     | 1241   |
| 4    | Argentine  | 862,75 |
| 5    | Venezuela  | 721    |
| 6    | Chili      | 497,33 |
| 7    | Mexique    | 463    |
| 8    | Costa Rica | 434    |
| 9    | Brésil     | 423,66 |
| 10   | Équateur   | 375,75 |

| Rang | Pays       | Points  |
| ---- | ---------- | ------- |
| 1    | Colombie   | 1608,25 |
| 2    | États-Unis | 906,92  |
| 3    | Canada     | 299     |
| 4    | Chili      | 174,33  |
| 5    | Venezuela  | 134     |
| 6    | Aruba      | 105     |
| 7    | Guatemala  | 97      |
| 8    | Belize     | 89      |
| 9    | Équateur   | 88,75   |
| 10   | Costa Rica | 83      |